# Ipothalia bicoloripes
Ipothalia bicoloripes är en skalbaggsart som beskrevs av Maurice Pic 1920. Ipothalia bicoloripes ingår i släktet Ipothalia och familjen långhorningar.
Artens utbredningsområde är:
- Laos.
- Burma.

Inga underarter finns listade i Catalogue of Life.